# Max Horkheimer
Max Horkheimer (n. 14 februarie 1895, Zuffenhausen⁠(d), Regatul Württemberg, Imperiul German – d. 7 iulie 1973, Nürnberg, RFG) a fost un filozof și sociolog german, renumit pentru munca sa în teoria critică, membru al Școlii de la Frankfurt pentru cercetări sociale. Horkheimer a studiat, prin prisma filozofiei istoriei, autoritarismul, militarismul, perturbările economice, criza ecologică și sărăcia în culturile de masă. Aceasta a devenit temelia teoriei critice. Cele mai importante lucrări ale sale sunt  Eclipsa rațiunii (1947), Între Filozofie și Știință Socială (1930–1938) și, în colaborare cu Theodor W. Adorno, Dialectica Iluminismului (1947).